# Saint-Arroman (Altos Pirenéus)
Saint-Arroman é uma comuna francesa na região administrativa de Occitânia, no departamento dos Altos Pirenéus. Estende-se por uma área de 4,25 km². Em 2010 a comuna tinha 92 habitantes (densidade: 21,6 hab./km²).